# Damjanich János Múzeum
A szolnoki Damjanich János Múzeum az Obermayer Lajos tervei alapján 1860-ban épült egykori Magyar Király Szállóban kapott helyet. Névadója az 1848–49-es forradalom és szabadságharc tábornoka, Damjanich János, akinek vezetésével vívták a győztes szolnoki csatát.
Címe: Szolnok, Kossuth tér 4.

## Története
A múzeumalapítást Híld Viktor történész-kutató már 1913-ban szorgalmazta. Majd Balogh Béla egyetemi magántanár 1933-ban létre hozta a város első (bérházi alagsorban) működő, Könyvtár és Múzeum egyesületét. Igazi fellendülést, 1948-ban, Kaposvári Gyula tevékenysége hozta. A rohamosan növekvő, néprajzi, történeti és nem utolsósorban, a Művésztelep alkatóinak bemutatása, szükségessé tette, hogy végleges helyen legyenek a kiállítások.
A Damjanich János Múzeum a volt Magyar Király Szálloda 1860-ban épült klasszicista stílusú épületében kapott helyet 1952-ben.
A Pulszky Társaság által 1996-ban alapított Az Év Múzeuma címet a kiemelkedő szakmai és kiállítási eredményeiért két alkalommal is a szolnoki Damjanich János Múzeum kapta, először 1996-ban majd 2004-ben. Három alkalommal kapott múzeumpedagógiai nívódíjat a múzeum, a Tabán 24., a KépTárMutató és a HátTérKép programért. 2019-ben pedig a Magyar Vidéki Múzeumok Szövetsége által felajánlott Múzeumpedagógiai különdíjban részesült az "ÚJRADIZÁJNOLVA" című élményszerű, gyakorlati ismeretátadási programnak köszönhetően.

## Állandó kiállítások

### Régészeti

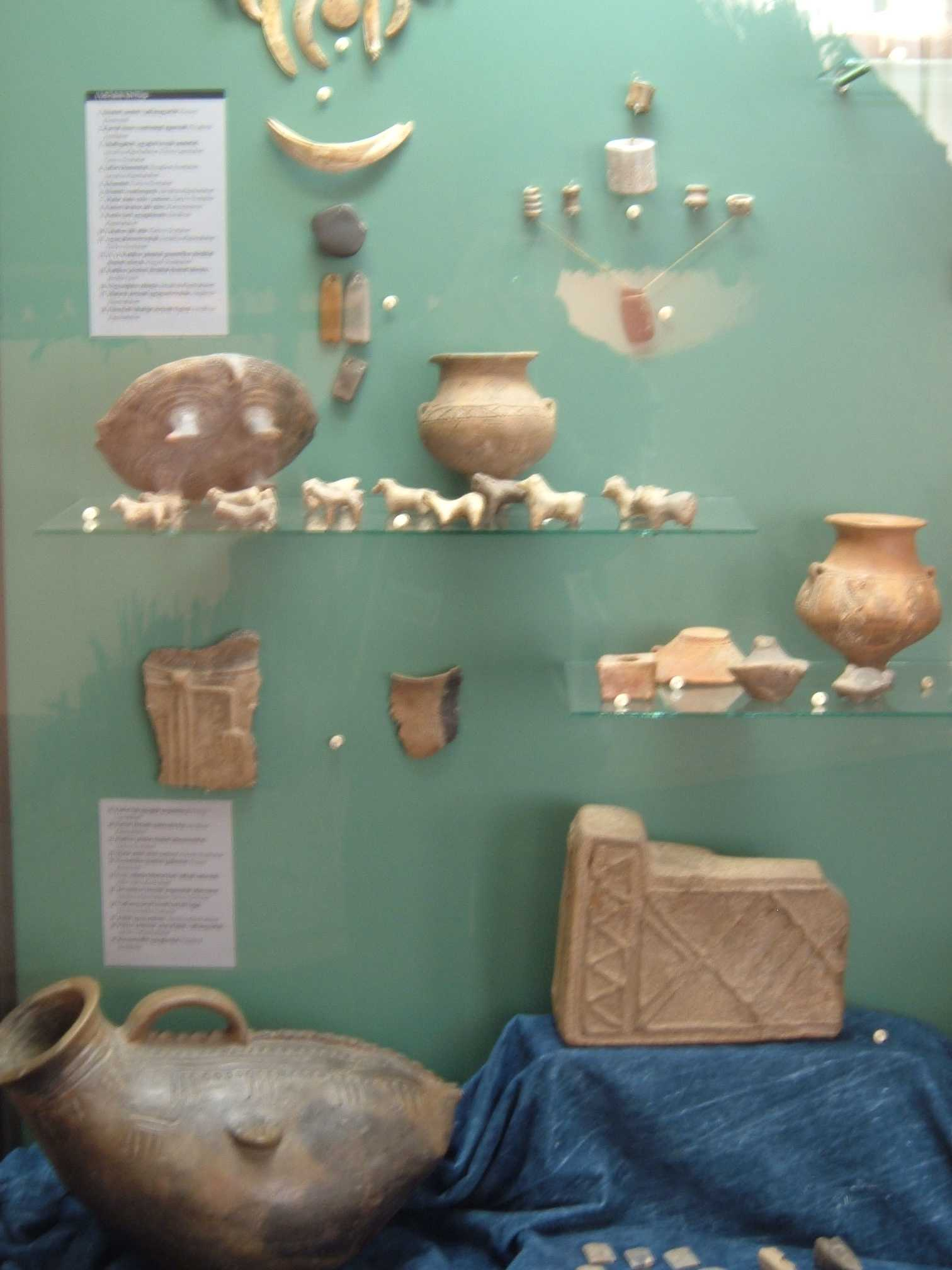
Újkőkori leletek

Vendégségben őseink háza táján. A kiállítás a megye és város régészeti feltárásainak emlékekeit mutatja be. Egészen az őskortól a középkorig. A lakóház története áll a középpontban, hogyan változott az ember közvetlen környezete az idők folyamán. A látogatókat, makettek segítségével, ismertetik meg a régmúlt építészeti emlékeivel. Településformák, lakóháztípusok, valamint a szolnoki vár makettje is megtalálható a kiállító teremben.
A Jászkun kapitányok nyomában
A Kunok és Jászok a magyarok között című kiállítás keretei között a látogatók jelképesen azt az utat járják be, amelyiket a több évszázaddal ezelőtt hazánkba érkező kunok és jászok megtettek. A belépéskor kun kaftánt ölthetnek magukra a vendégek.

### Néprajzi
Mesterségek művészete. A kiállítás leginkább a paraszti életformát, annak díszítő művészetét, kezdeti iparát mutatja be. Az anyag főleg a népművészet oldalával ismerteti a látogatókat. A megyére legjellemzőbb ágakat öleli fel. Ilyenek voltak, a fazekasság, szűcsmesterség, megtalálhatók még a népi viseletek is. A tárgyak mellett, fazekasműhely és szűcsműhely is látható.
Népélet a Közép-Tisza vidékén
A kiállítás a századforduló paraszti kultúráját mutatja be, amelyben a régi tárgyak, eljárások, a századokon át kialakult szemlélet keveredik a megjelenő újjal. Ezt az átmeneti korszakot mutatja be tárgyaival, a tárgyak környezetével a hagyományos parasztház elrendezésben.
Bemutatja a vízszabályozás korszaka előtti képet a halászat, a pásztorkodás, vessző-, sás- és gyékényfeldolgozás segítségével.

#### Történeti
Városi polgárok a századelőn. Szolnok a 19. század közepéig az alföldi falvak egyike volt. A polgári átalakulás hatására viszont rohamos fejlődésnek indult. A fejlődés fő elindítója a Tisza, ami ugyan addig is meghatározó volt mint szállítási útvonal, másik jelentősebb a vasút. Az országban harmadikként Szolnoknak lett vasútja. A vasút megléte lehetővé tette az ipar rohamos fejlődését, és így kialakult a szakképzett munkásság. A legfontosabb tényező, hogy Szolnok 1876-ban újra megyeszékhely lett. Megindítva a polgári közigazgatás kialakulását, létre hozva egy sajátos polgári kultúrát. A kiállítás egy polgári-parasztpolgári vonásokat magán viselő lakóházat mutat be, berendezéssel, díszítésekkel, ruházattal.
Vasziliádisz Anesztisz gyűjtemény
"Mesélő dobozok" címmel rádió-televízió gyűjtemény tekinthető meg a szolnoki Damjanich János Múzeumban. A 250 db-os gyűjtemény a néhai Vasziliádisz Anesztisz magángyűjteménye. A kiállítás kertében nem csak ezeket a készülékeket láthatja a látogató, hanem a rádió és televízió szereléséhez használt alkatrészeket, a gyári és saját készítésű mérőműszereket, szerszámokat.

### Képzőművészeti
Szolnoki Képtár Létrehozásának ötlete az itt élő művészek gondolata volt. Az 1996-ban felújított épületben,  670 nm-en  tíz teremből álló képtárat alakítottak ki. A Damjanich János Múzeum bal oldali műterem-épületében. A Képtárban, főleg a Szolnoki Művésztelep alkotóinak munkái láthatok, akik festményeiken keresztül mutatják be a város múltját és jelenét. Valamint a város szerepét a magyar képzőművészetben.
Mednyánszky László első világháborús képei
A tárlat anyagnak a legérdekesebb része Mednyánszky László első világháború alatt készült alkotásai. Az itt látható műveit a bécsi hadügyminisztérium által létrehozott Kriegspressequartier, azaz a Sajtóhadiszállás kötelékébe kerülve készítette. Az ekkor már hatvanadik életévén túllévő festőt korára hivatkozva többszöri kérelmére sem engedték a frontra. Az ország legnagyobb Mednyánszky-gyűjteményét Barcsay Jenő műgyűjtő adományozta a múzeumnak.